# Edburga von Minster
Edburga von Minster, auch Eadburg, Eadburh, Bugga, († 27. Dezember 751 in Minster in Thanet Priorly bei Ramsgate in England) war eine englische Nonne. Ihr Name bedeutet auf althochdeutsch Bergerin des Besitzes.
Edburga war die einzige Tochter von König Centwine von Wessex und Königin Engyth von Wessex. Ihr Vater war anfangs kein Christ, konvertierte aber am Ende seiner Herrschaft und wurde Mönch. Edburga war eine Freundin und Schülerin von Mildred von Minster. 716 trat sie in das Kloster Minster in Thanet ein. Um 733 folgte sie Mildred als Äbtissin. Während ihrer Amtszeit hatte das Kloster 70 Nonnen und es wurde eine neue Kirche gebaut, um die Reliquien der heiligen Mildred zu zeigen.
Wahrscheinlich lernte sie während einer Pilgerfahrt nach Rom den heiligen Bonifatius kennen. Aus einem Brief der Äbtissin Edburga an den heiligen Bonifatius geht hervor, dass die Nonnen von Minster die Mission in Deutschland förderten und Manuskripte übersendeten. Einige der Missionare für Deutschland wie Lioba von Tauberbischofsheim wurden in Minster eingeschifft.
Ihr kirchlicher Gedenktag ist der 12. Dezember beziehungsweise der 13. Dezember. Sie wird in der katholischen, der orthodoxen und der anglikanischen Kirche verehrt.